# Synallaxis hypospodia
El pijuí cenizo (Synallaxis hypospodia), también denominado cola-espina de pecho cinéreo (en Perú), pijuí de pecho cinéreo o pijuí grillo (en Paraguay), es una especie de ave paseriforme de la familia Furnariidae perteneciente al numeroso género Synallaxis. Es nativa de América del Sur.

## Distribución y hábitat
Se distribuye de forma disjunta: en el noreste, este y sureste de Perú (localmente en Cajamarca, San Martín, Ucayali, Cuzco y Madre de Dios), norte y este de Bolivia (noroeste de La Paz, Beni, norte de Santa Cruz) y centro sur y este de Brasil (localmente en el sur de la Amazonia desde Amazonas al este del Río Tapajós, y Mato Grosso hacia el este hasta Ceará, Alagoas, norte de Bahía y oeste de Minas Gerais). Registros más al sur en los estados brasileños de Mato Grosso do Sul y São Paulo. También en el extremo noreste de Paraguay.
Esta especie es considerada bastante común pero local, en sus hábitats naturales: los matorrales bajos, sabanas húmedas y bordes de bosques húmedos, generalmente cerca de agua, hasta los 700 metros de altitud.

## Descripción
Mide entre 15 y 16 cm de longitud y pesa entre 15 y 18 gramos. Las partes superiores son de color pardo oliváceo, la frente gris y la corona rufa; las alas son rufas y la cola pardo oscura. La garganta es blanca manchada de negro, el pecho gris claro, el centro de la barriga blanca. Se parece al algo mayor Synallaxis frontalis con quien es visto a veces, pero su cola más corta es pardo oscuro apagado, no rufa. Es especialmente similar a Synallaxis albigularis, inclusive sus vocalizaciones, pero este último es gris más oscuro y de cola más corta y puntiaguda, y sus zonas casi no se sobreponen.

## Comportamiento
Se comporta semejante a S. frontalis, forrajea en pares, de forma evasiva como la mayoría de los Synallaxis.

### Vocalización
Su canto es una serie rápida de notas agudas, que se juntan en un trinado «chit, chi-chi-chi-chi-i-i-i-i». Esta secuencia de píos trémulos recuerda a ciertos grillos, de donde deriva uno de sus nombres vulgares.

## Sistemática

### Descripción original
La especie S. hypospodia fue descrita por primera vez por el zoólogo británico Philip Lutley Sclater en 1874 bajo el mismo nombre científico; su localidad tipo es: «cerca de Bahía, Brasil».

### Etimología
El nombre genérico femenino «Synallaxis» puede derivar del griego «συναλλαξις sunallaxis, συναλλαξεως sunallaxeōs»: intercambio; tal vez porque el creador del género, Vieillot, pensó que dos ejemplares de características semejantes del género podrían ser macho y hembra de la misma especie, o entonces, en alusión a las características diferentes que garantizan la separación genérica; una acepción diferente sería que deriva del nombre griego «Synalasis», una de las ninfas griegas Ionides. El nombre de la especie «hypospodia», se compone de las palabras del griego «ὑπο hupo»: por debajo  y «σποδιος spodios»: color de ceniza; significando «color de ceniza por debajo».

### Taxonomía
En el pasado fue considerada una subespecie de Synallaxis spixi; los datos genético-moleculares indican que son especies hermanas. El taxón denominado S. h. jaraguana Pinto, 1936, del este de Brasil (Goiás), descrito como una subespecie de Synallaxis brachyura, fue basado en un espécimen mal identificado de la presente especie y es, por lo tanto, un sinónimo posterior. Es monotípica.